# Kakimdzon Kurbanov
Kakimdzon Kurbanov – tadżycki zapaśnik walczący w stylu klasycznym. Zajął 25. miejsce na mistrzostwach świata w 1994. Piąty na mistrzostwach Azji w 1993. Złoty medalista igrzysk centralnej Azji w 1995 roku.